# 3123 Dunham
A 3123 Dunham (ideiglenes jelöléssel 1981 QF2) a Naprendszer kisbolygóövében található aszteroida. Edward L. G. Bowell fedezte fel 1981. augusztus 30-án.